# Korzeniec (wzgórze)
Korzeniec – wzgórze o wysokości 318 m n.p.m. Znajduje się w Jaworznie w dzielnicy Cezarówka Dolna, ok. 300 m na północ o DK 79 i A4, przy granicy z Chrzanowem.